# Centro de Arte Faro de Cabo Mayor
Das Centro de Arte Faro de Cabo Mayor in Santander ist ein Museum und Kulturzentrum. Es beherbergt seit 2005 die Sammlung Sanz-Villar.

## Museum
Das Museum und Kunstzentrum befindet sich in den Räumen des seit Oktober 2005 nicht mehr von maritimen Signaltechnikern bewohnten Leuchtturms El Faro de Cabo Mayor in Santander. Gefördert wurde das Museum durch die Hafenbehörde, die mit dieser Kulturinitiative der Hauptstadt von Kantabrien ein Museum zur Verbreitung, Interpretation und Erhaltung vom Meer inspirierter Kunstwerke zur Verfügung stellte.
Drei Ausstellungshallen verteilen sich in den Räumen des Leuchtturms und der Nebengebäude und zeigen Werke nationaler und internationaler Künstler mit Bezug zum Meer.
Im alten Wohnhaus der Leuchtturmwärter befindet sich die Sala Cabo Mayor, in der die Sammlung von Kunstwerken des kantabrischen Künstlerehepaars Eduardo Sanz und Isabel Villar untergebracht wurde. Daneben, in der Sala Cabo Menor mit Blick aufs Meer, befindet sich eine Sammlung von über hundert Werken internationaler Künstler, die von Eduardo Sanz selbst erworben wurden.
Der Ringraum am Fuß des Leuchtturms zeigt Objekte und Kuriositäten mit Leuchtturmbezug.

## Ausstellungen
Das Kulturzentrum zeigt temporäre Ausstellungen zum Thema Meer, wie zum Beispiel der österreichischen Künstlerin Lena Rosa Händle im Jahre 2019. Es organisiert seit 2018 die MiniPrints: Das Meer und der Leuchtturm, eine jährliche Ausstellung von Druckgrafik internationaler Künstler. Viele der dabei gezeigten Werke wurden dem Museum gestiftet und zählen heute zu dessen Sammlung. Darunter finden sich Bilder von Luis Fernando, Alfredo Alcain, Eduardo Arroyo, André Cottavoz, Juan Ballesta, Fernando Bellver, Miguel Bolado, José Caballero, Joaquín Capa, Tom Car, Hernán Cortés Moreno, Dis Berlin, Carlos García Alix, Daniel Garbade, Christian Awe, Sara Huete, Juan Ignacio Macua de Aguirre, Javier Mariscal, Xavier Valls, Enrique Ortiz, Carmen Pagés, Engel Pascual, Joaquín Peinado, Guillermo Pérez-Villalta, Pablo Quert, El Roto, Antonio Rojas und Juan Romero.

## Galerie

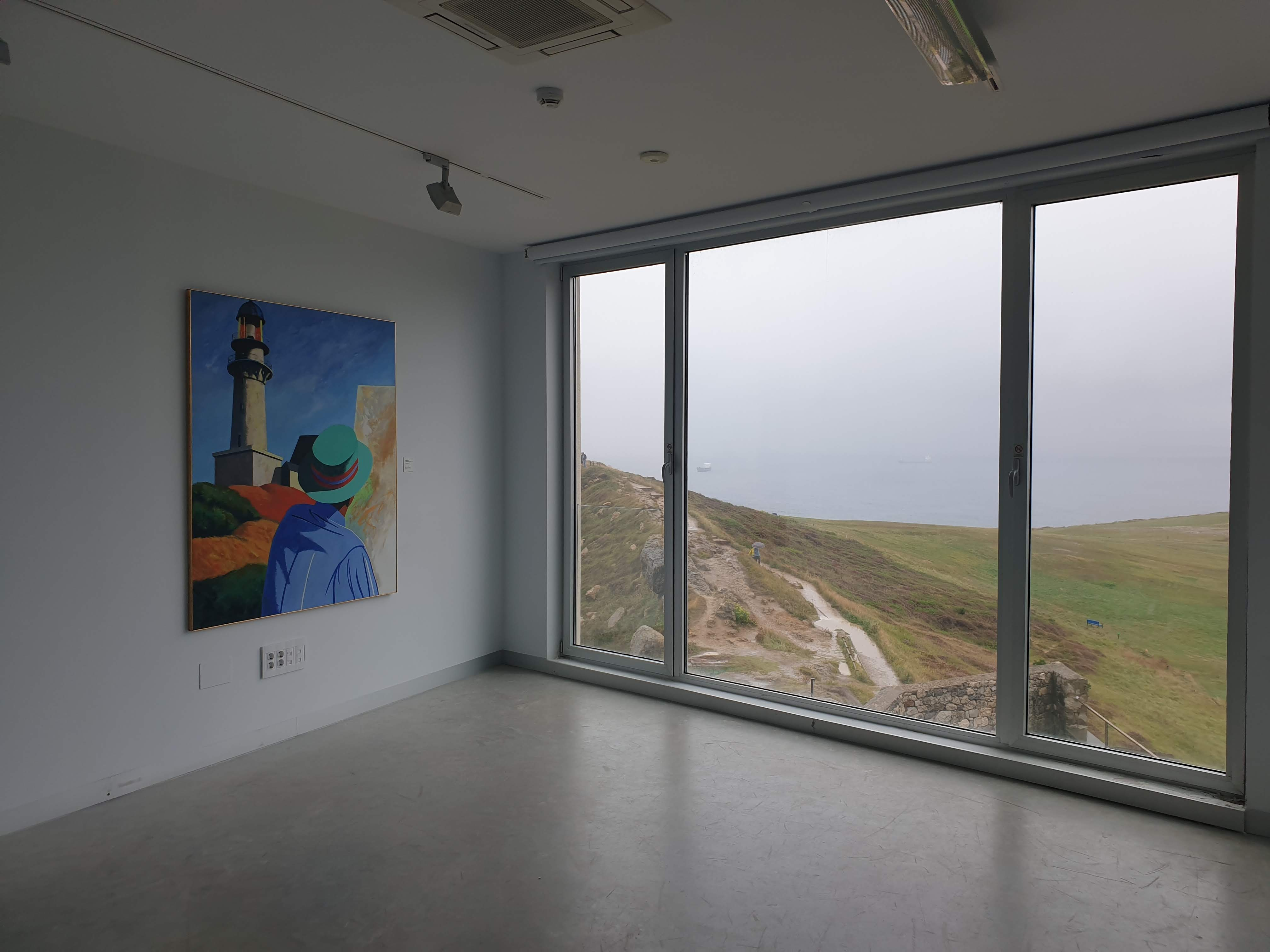
Ausstellungsraum Sala Cabo Menor
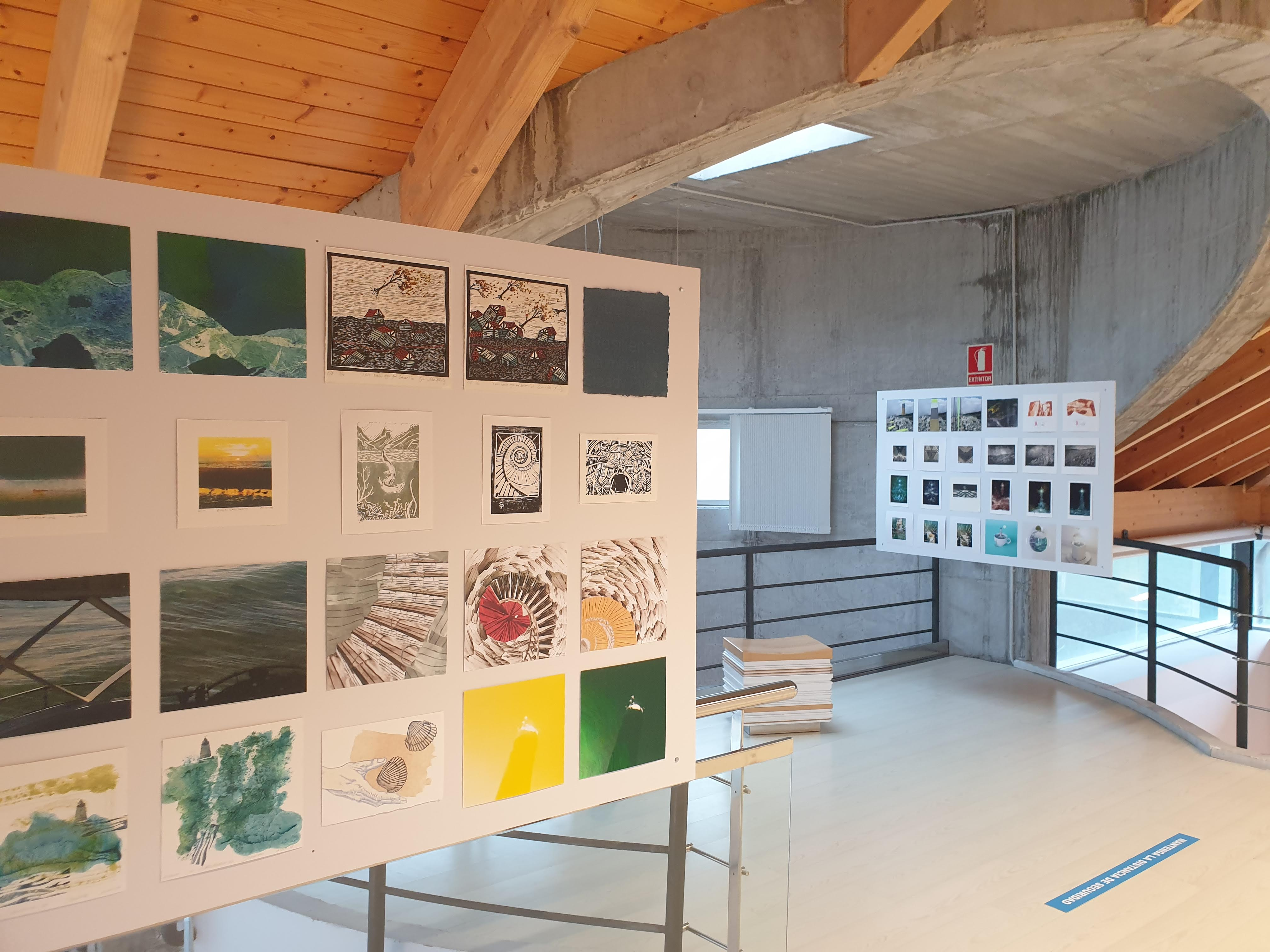
Ausstellung Das Meer und der Leuchtturm 2020
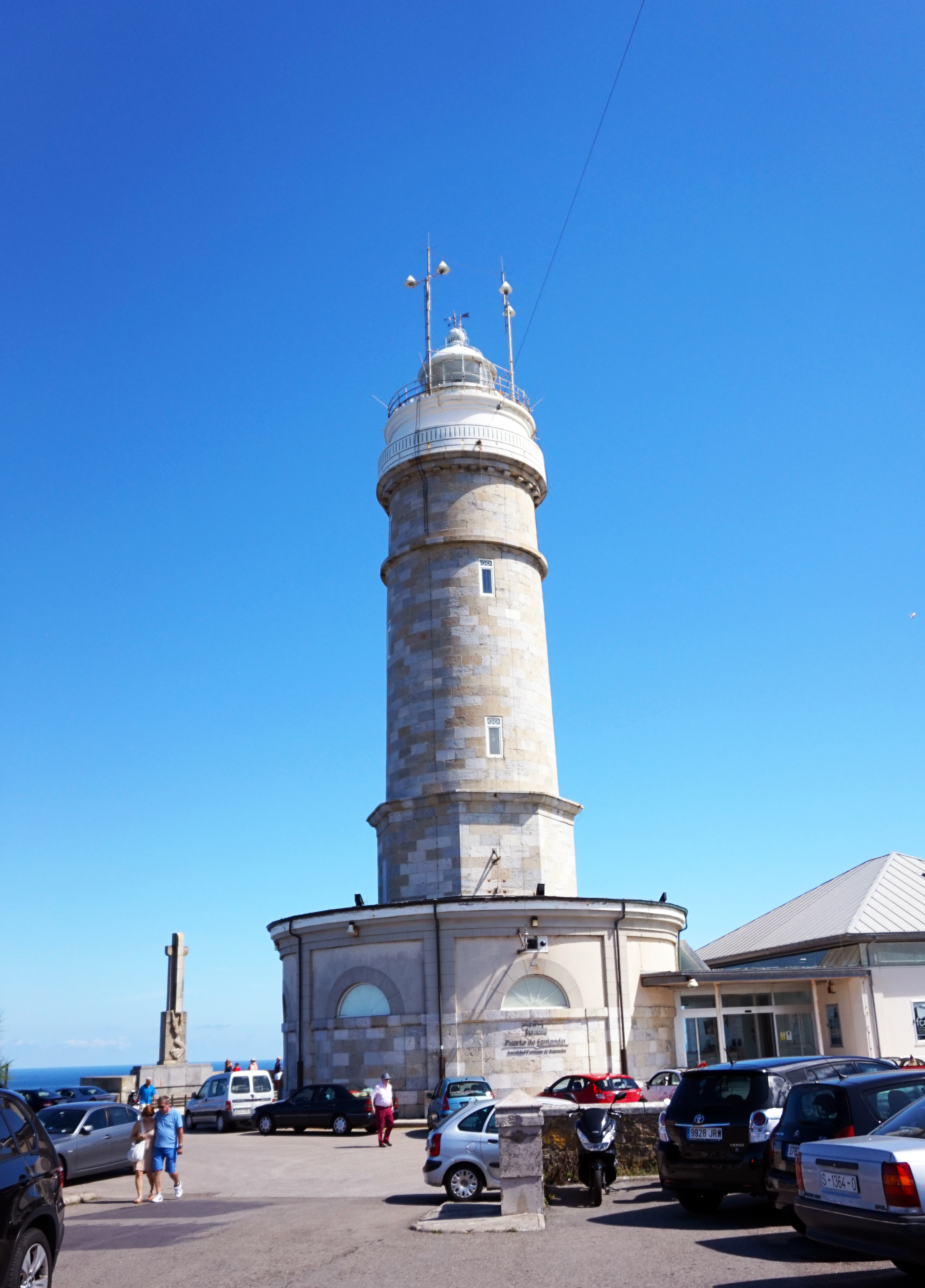
Leuchtturm Cabo Mayor